# Mario Zenari
Mario Zenari (Rosegaferro, 5 de gener de 1946) és un cardenal i arquebisbe catòlic italià, Nunci apostòlic a Síria des del 30 de desembre de 2008.

## Biografia

### Formació i servei diplomàtic
Mario Zenari va néixer el 5 de gener de 1946 a Rosegaferro, província i diòcesi de Verona, al Veneto. Després de l'escola primària a la seva ciutat natal, mostrant una vocació precoç, es va inscriure al seminari diocesà, on va assistir a l'escola secundària i preparatòria. Va continuar la seva formació a l'Institut Teològic San Zeno a Verona, on va dur a terme els seus estudis de filosofia i teologia. El 5 de juliol de 1970, a l'edat de vint anys, va ser ordenat prevere de mans de monsenyor Giuseppe Carraro, Bisbe de Verona, el qual té oberta la causa de beatificació. Va ser incorporat a la mateixa diòcesi de Venècia. Després de l'ordenació, va ser assignat com a vicari parroquial a la petita ciutat de Buttapietra, on va estar fins al 1973, quan va ser transferit a Cerea.
En 1976, es va traslladar a Roma, estudiant a la Pontifícia Universitat Gregoriana, on va obtenir un doctorat en dret canònic. Alhora, estudià també a la prestigiosa Pontifícia Acadèmia Eclesiàstica, seu de la formació de tots els diplomàtics de la Santa Seu. Juntament amb ell, van ser admesos a l'acadèmia també el futur cardenal James Michael Harvey i els futurs nuncis apostòlics Orlando Antonini, Tommaso Caputo, Salvatore Pennacchio e Józef Wesołowski, qui posteriorment seria expulsat de l'estat clerical a causa de la condemna per pedofília.
En 1980 el pare Zenari va entrar oficialment al servei diplomàtic de la Santa Seu: va exercir a la Nunciatura a Senegal fins al 1981, quan va ser transferit a Liberia; en 1985 va ser enviat a Colòmbia; en 1988 va ser enviat a Alemanya, on va ser testimoni de la caiguda del mur de Berlín i del règim comunista; finalment, el 1992 va viatjar a Romania. El 25 de març de 1993 va ser nomenat conseller de la Nunciatura.
El 15 de juny de 1994, a l'edat de quaranta-vuit anys, el Papa Joan Pau II el va nomenar observador permanent de la Santa Seu a l'Oficina de les institucions de les Nacions Unides i Especialitzats a Viena i l'Organització de les Nacions Unides per al Desenvolupament Industrial i el representant permanent de Santa Seu a l'Agència Internacional de l'Energia Atòmica i l'Organització per a la Seguretat i la Cooperació a Europa. Va succeir en aquestes tasques a monsenyor Donato Squicciarini, nunci apostòlic a Àustria, cobrint-los amb la promoció a l'episcopat.

### Arquebisbe i nunci apostòlic
El 12 de juliol de 1999, a l'edat de cinquanta-tres anys, el Papa Joan Pau II el va nomenar arquebisbe titular, a títol personal, de Zuglio i nunci apostòlic a Costa d'Ivori i Níger. Va rellevar l'arquebisbe Luigi Ventura, nomenat nunci a Xile. Després de dotze dies, també va ser nomenat nunci apostòlic a Burkina Faso. Va rebre la seva consagració episcopal el 25 de setembre del mateix any, a la catedral de Santa Maria Matricolare de Verona, a mans d'Angelo Sodano, cardenal secretari d'Estat, amb Flavio Roberto Carraro, bisbe de Verona, i monsenyor Marcello Zago, Secretari de la Congregació per a l'Evangelització dels Pobles, actuant com a coconsagradors. Com el seu lema episcopal, el nou bisbe ha triat Levate oculos vestros, que vol dir "Alceu els ulls".
Cinc anys més tard, el 10 de maig de 2004, el Papa Wojtyla va nomenar Mons Zenari per presidir la Nunciatura Apostòlica a Sri Lanka, rellevant en el càrrec l'arquebisbe Thomas Yeh Sheng-nan, nunci designat per Algèria i Tunísia. El 30 de desembre de 2008, a l'edat de seixanta-dos anys, el Papa Benet XVI el va nomenar nunci apostòlic a Síria, després de la jubilació de monsenyor Giovanni Battista Morandini. Va ser un dels pocs que, tot i el conflicte que es lliura des de fa anys, han romàs al país d'Orient Mitjà està al costat de la població cristiana que va perseguir als musulmans, dient: «Com és possible que un representant del Papa sigui creïble si es va escapar d'on hi ha més necessitar? Per a mi aquesta missió és un privilegi que m'ha donat Déu, l'experiència tocant sota el perfil humà».

### Cardenal
El 9 d'octubre de 2016, el Papa Francesc anunciàt la creació de Zenari com a cardenal al consistori a celebrar el 19 de novembre, confirmant-lo nunci a Síria, referint-se a la regió com a "estimada i turmentada". En el moment del seu nomenament tenia setanta anys. En una entrevista a Ràdio Vaticà, va dir que el nomenament havia estat per a ell una gran sorpresa i afirmà que: «sincerament agraeixo al Sant Pare, perquè aquesta porpra anirà a Síria, a les víctimes de Síria, a tots els que pateixen d'aquest terrible conflicte. Aquesta porpra és per a aquestes persones, per als molts nens que pateixen, per a moltes persones pobres els que paguen les conseqüències d'aquest terrible conflicte.»
En el consistori del 19 de novembre, celebrat a la basílica de Sant Pere del Vaticà, i en el que Zenari va ser primer en la llista, el Papa li va donar l'anell cardenalici, l'imposà el capell i se li assigna la diaconia de Santa Maria delle Grazie alle Fornaci fuori Porta Cavalleggeri. L'endemà, 20 de novembre, Zenari va participar en la cerimònia de cloenda del Jubileu extraordinari de la misericòrdia, que havia començat el 8 de desembre del 2015.

## Note
1. ↑  Elenco degli alunni dal 1950 al 1999
2. ↑  Nomina del Nunci apostòlic in Sri Lanka
3. ↑  Nomina del Nunci apostòlic in Siria
4. ↑  Dichiarazione sul sito Vatican Insider
5. ↑  Annuncio di Concistoro per la creazione di nuovi Cardinali
6. ↑  Intervista per Radio Vaticana
7. ↑  Assegnazione dei Titoli o Diaconie